# Deijebre
Deijebre (llamada oficialmente Santa María de Deixebre) es una parroquia española del municipio de Oroso, en la provincia de La Coruña, Galicia.

## Entidades de población
Entidades de población que forman parte de la parroquia:
- La Iglesia (A Igrexa)
- Baxoya (Baxoia)
- Bouzalonga
- Carballos (Os Carballos)
- Vilar de Arriba
- Peteiro
- Rúa (A Rúa)
- Vilar de Abajo (Vilar de Abaixo)
- A Burata

## Demografía
| Gráfica de evolución demográfica de Deijebre entre 2000 y 2019 |
|                                                                |
| Datos según el nomenclátor publicado por el INE.               |

## Monumentos

### Iglesia parroquial de Santa María de Deixebre

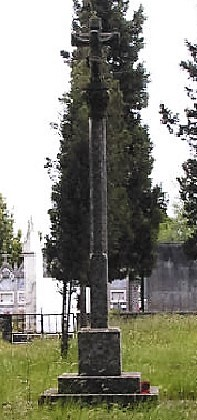
Crucero situado en el adro de la iglesia de Santa María de Deixebre

Iglesia construida en el siglo XX en un entorno natural, su nave principal es rectangular con muros enfoscados pintados y cubierta a dos aguas. En los muros laterales se abren cuatro pares superpuestos de pequeños arcos de medio punto, que aportan luz a la nave. En la cabecera, anexos a la nave principal, están el ábside y dos capillas laterales, todas ellas rectangulares. En la fachada destaca una torre, una suerte de  campanario pórtico, con fábrica de cachotería vista y tejadito a dos aguas.

#### Crucero (adro de la iglesia)
Construido en granito, con plataforma cuadrangular de tres peldaños y pedestal cúbico achaflanado, del que arranca un fuste cuadrado en el primer tercio, y octogonal en los dos últimos. El capitel es compuesto, con volutas y hojas de acanto, sobre el que se asienta la cruz de sección cuadrangular y brazos achaflanados. En el anverso, Cristo crucificado, con 3 clavos, cabeza hacia delante, manos cerradas, corona con espinas, paño de pureza con nudo a la derecha y el cartel INRI en forma de pergamino. En el reverso aparece la Virgen orando, coronada y sobre peaña.

### Casa Grande de Deixebre o Casa del Juez

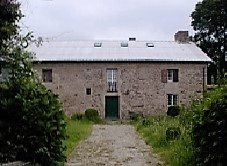

Antigua residencia del médico del pueblo. Edificio construido a finales del siglo XVIII, de planta rectangular, con dos alturas, muros portantes de cachotería vista y cubierta a dos aguas. En la fachada destacan los vanos, cuadrados y escasos, y un escudo de armas. Un muro alto de cachotería rodea la finca. La entrada fue resuelta con un arco rebajado, con perpiaños de las jambas y doelas a la vista, y rematada por un frontis moldurado con un pináculo central y dos jarros.

### Antigua Casa Rectoral

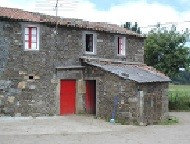
Antigua Casa Rectoral

Edificio de planta rectangular situado en el lugar de A Igrexa. Consta de dos alturas, muros portantes de cachotería menuda y cubierta a dos aguas. Se trata, por tanto, de la llamada casa coruñesa, que forma un bloque compacto y cerrado. En este caso, en la fachada principal, se añadió al frente un volumen de menor tamaño, un pequeño alpendre, que rompe con su rigor cúbico. En la esquina derecha de la fachada hay un reloj de sol inscrito en un perpiaño cuadrado de granito.

### Casa, alpendre y parada de caballos

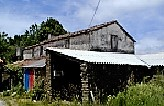
Casa y alpendre

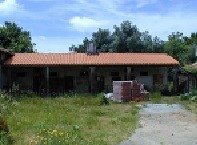
Parada de caballos

Data del siglo XVIII. Es un conjunto de arquitectura popular formado por una serie de cuerpos anexos a un cuerpo central. El cuerpo central es una vivienda ejemplo de casa coruñesa. A esta se añadió, en las fachadas principal y posterior, dos alpendres cerrados. Anexo al lateral este del edificio se encuentra un alpendre con forma de L y muros de cachotería vista y cubierta a una única agua. Unas cuadras para caballos, exentas y perpendiculares al edificio configuran la era (espacio rectangular amplio). Este edificio es de planta rectangular con muros portantes de cachotería enfoscada y porticado, disposición regular de los vanos y cubierta a dos aguas. En la cumbre destaca una placa inscrita con:  Parada particular aprobada fundada en el año 1734. Un hórreo desmontado completa el conjunto.

### Fuente de Santa Margarita (Santiña)

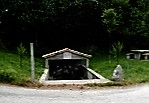
Fuente de La Santiña

Tiene un solo caño y está hecha de hormigón, de planta rectangular y cubierta a dos aguas sobre pilares y muros en la parte posterior. En el interior, el suelo está recubierto con losas irregulares de piedra, al igual que el chapado frontal de la fuente y los dos bancos acercados al muro del corredor de acceso, al que se baja por unas escaleras. Sobre el frontón del tejado, una placa de granito nos indica el año de la reconstrucción (ya que la original fue destruida por la construcción de la autopista): 1997.

## Festividades
En esta parroquia hay dos festividades: el domingo siguiente al 20 de julio (Santa Margarita) y el 15 de agosto (Santa María), aunque sólo se celebra verbena por la Santa Margarita.